# الصليب الأحمر الأرجنتيني
الصليب الأحمر الأرجنتيني (بالإنجليزية: Argentine Red Cross)‏؛هي الجمعية الطبية الرسمية في دولة الأرجنتين تأسست عام 1950.